# Saint-Ay
Saint-Ay è un comune francese di 3 148 abitanti situato nel dipartimento del Loiret nella regione del Centro-Valle della Loira.

## Società

### Evoluzione demografica
Abitanti censiti